# Francis Marion Crawford
Pour les articles homonymes, voir Crawford.
Francis Marion Crawford (né le 2 août 1854 à Bains de Lucques, mort le 9 avril 1909 à Sorrente) est un poète et écrivain américain, fameux surtout pour ses romans d'épouvante.

## Biographie
Né à Bagni di Lucca, en Italie, il est le fils du sculpteur américain Thomas Crawford et de Louisa Cutler 
Ward, sœur de la poétesse américaine Julia Ward Howe. Il étudia de manière successive à l'école St.Paul située à Concord dans le New Hampshire ; à l'Université de Cambridge en 1873 ; à l'université de Heidelberg ; puis à l'université de Rome « La Sapienza ».
En 1879, il partit pour l'Inde étudier le sanskrit et fut l'éditeur du quotidien de la ville d'Allâhâbâd, Indian Herald.
En décembre 1882, il publie son premier roman, Mr Isaacs, qui connut un immédiat succès, confirmé par son deuxième roman, Dr Claudius, publié en 1883. Il a fait sa renommée dans le roman gothique de l'époque romantique, notamment par le recueil For the Blood Is the Life, et les romans Saracinesca et La sorcière de Prague.
L’Académie française lui décerne le prix Monbinne en 1889 pour Zoroastre et Le Crucifix de Marzio.
Après un bref séjour à New York et à Boston, il retourna en Italie en 1883, à Sorrente où il meurt en 1909.
Il est le grand-père de l'acteur Howard Marion-Crawford (1914-1969).

## Œuvres
- Mr Isaacs: A Tale of Modern India (1882)
- Doctor Claudius: A True Story (1883)
- Zoroaster (1885)
- For the Blood Is the Life (1885)
- Marzio's Crucifix (1887)
- Saracinesca (1887)
- With the Immortals (1888)
- Greifenstein (1889)
- Sant Ilario (1889)
- Khaled: A Tale of Arabia (1891)
- The Witch of Prague (1891)
  - Trad. Bernard Derosne, La Sorcière de Prague, Nouvelles Éditions Oswald (NéO) « NéO Plus » n° 5, 1986 (Ill. de couverture Jean-Michel Nicollet)
- The Three Fates (1892)
- Don Orsino (1892 ; adaptation française publiée sous forme de roman-feuilleton dans Le Temps du 7 avril 1896 au 9 mai 1896)
- Pietro Ghisleri (1893)
- Katharine Lauderdale (1894)
- Casa Braccio (1895)
- Corleone (1897)
- Via Crucis (1899)
- In the Palace of the King (1900)
- Cecilia: A Story of Modern Rome (1902)
- Soprano (1905)
- A Lady of Rome (1906)
- The Diva's Ruby (1908)
- The White Sister (1909)
- Wandering Ghosts (1911)
  - Trad. Car la vie est dans le sang, Néo, 1999
  - (Huit nouvelles de genre fantastique)

### Théâtre
- - In the Palace of the King (1900); avec Lorrimer Stoddard.
  - Francesca da Rimini (1902). Drame en cinq actes écrit sur la demande de Sarah Bernhardt. La pièce comprend des pages musicales de Gabriel Pierné, et fut adaptée en opéra par Franco Leoni en 1914.
    - Trad. Marcel Schwob, Francesca da Rimini, Charpentier et Fasquelle, 1902 ; Sulliver, 1996

  - Evelyn Hastings (1902). Unpublished typescript discovered in 2008.
  - The White Sister (1937); with Walter Hackett.